# Nyborg (Szwecja)
Nyborg – miejscowość (tätort) w Szwecji, w regionie administracyjnym (län) Norrbotten, w gminie Kalix.
Według danych Szwedzkiego Urzędu Statystycznego liczba ludności wyniosła: 823 (31 grudnia 2015), 812 (31 grudnia 2018) i 807 (31 grudnia 2019).